# Bagan

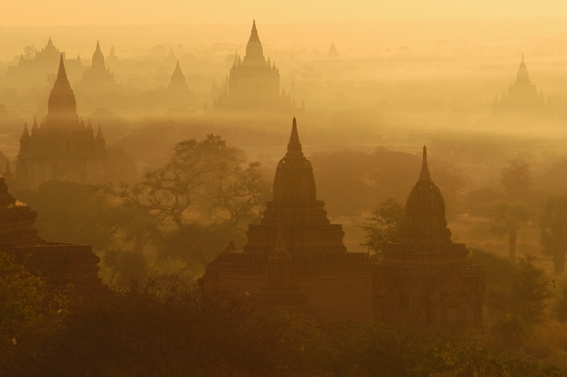
Tempel in der Ebene von Bagan

Bagan [bəgàn] (birmanisch ပုဂံမြို့ Pugan Myahoet, „Stadt Bagan“, auch Arimaddana oder Arimaddanapura, „Stadt Zerbrecher der Feinde“, und Tambadipa, „Kupferland“ oder Tassadessa, „Ausgedörrtes Land“) ist eine historische Königsstadt in Myanmar mit über zweitausend erhaltenen Sakralgebäuden aus Ziegelstein. Der von Tempeln bestandene Bereich erstreckt sich über ca. 36 km² in einer versteppten Landschaft und bildet eine der größten archäologischen Stätten Südostasiens. Bagan liegt in der heutigen Mandalay-Division, 155 km südwestlich der Stadt Mandalay am Ostufer des Irrawaddy, auf halbem Weg zwischen dessen Quelle und der Mündung in den Indischen Ozean und ist heute eines der wichtigsten touristischen Ziele in Myanmar.

## Geschichte

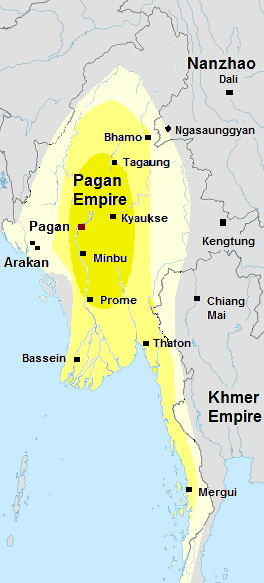
Königreich Bagan um 1210: Kernzone in dunkelgelb, abhängige Gebiete in hellgelb

Das Königreich, dessen Herrschaftszentrum Bagan für ca. 430 Jahre war, bildete das erste vereinte Reich im heutigen Birma. Die frühe Geschichte Bagans ist in Einzelheiten umstritten. Bagan wurde durch seine ausgesprochen günstige Lage am Irrawaddy, an dem sich Handelswege aus China und Indien trafen, schon Mitte des 9. Jahrhunderts zum zentralen Ort Oberbirmas, wenn auch vor dem 11. Jahrhundert Thronstreitigkeiten und Dynastiewechsel noch viele Phasen der Instabilität hervorriefen. Die Stadt wurde 849 vom König mit einer Mauer umgeben. Schon zu dieser Zeit begannen sich der aus Indien kommende Tantrismus oder Vajrayana-Buddhismus und der einheimische Schlangenkult zu mischen. In der Nähe der ehemaligen Stadtmauer wurden zwei geschlossene Siedlungen indisch-bengalischer Einwanderer aus dem 9./10. Jahrhundert ausgegraben.

### Aufstieg und Blütezeit

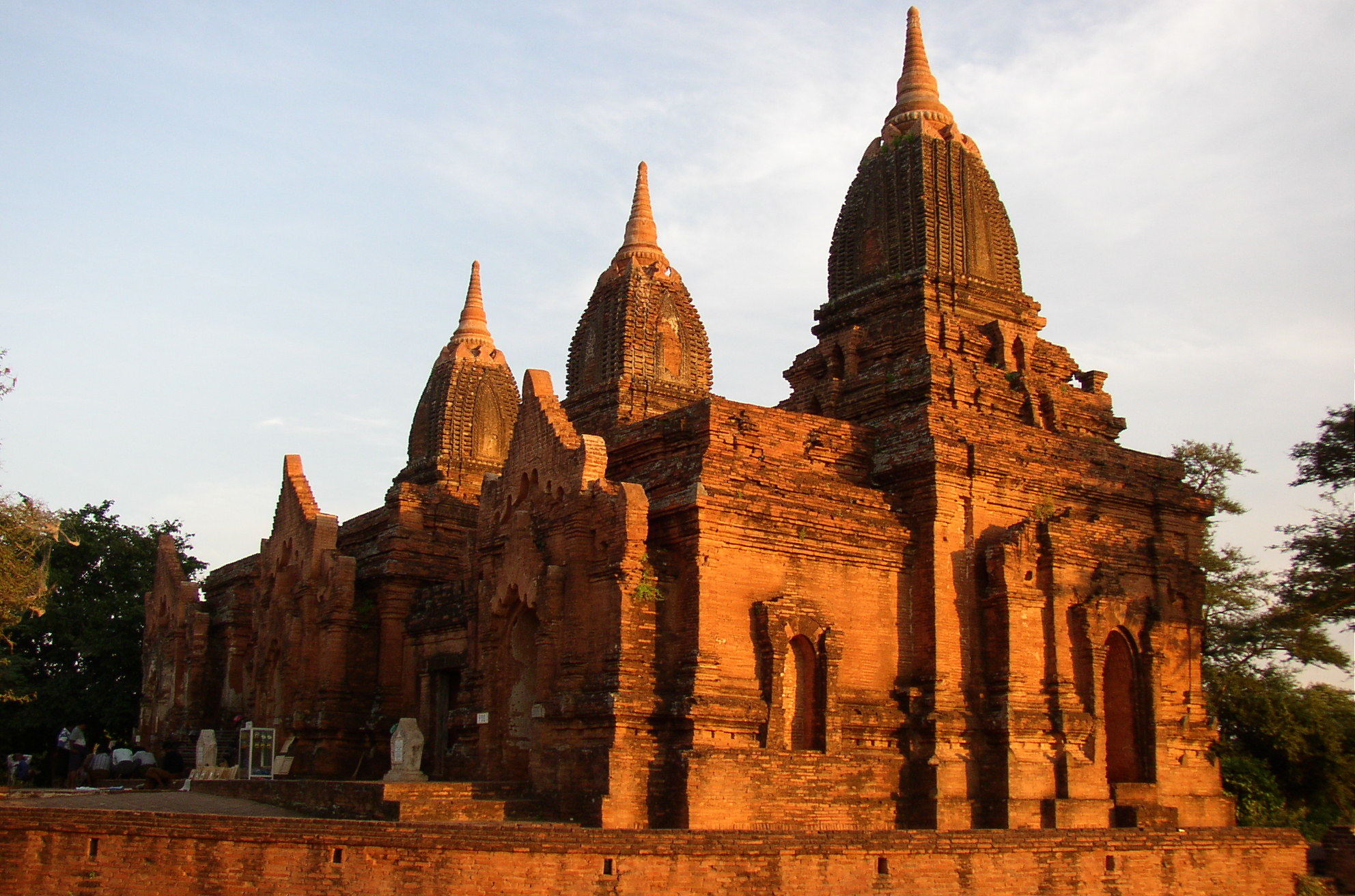
Phaya-Thonzu-Gruppe im Mon-Stil

Zur Lokalisierung von großer Macht kam es in Bagan jedoch erst mit der Thronbesteigung König Anawrahtas (auch Anuruddha) im Jahre 1044. Konkret wurde Anawratha durch einen Mon-Mönch für den Buddhismus gewonnen und vertrieb 1056 die Priester des einheimischen Schlangenkultes aus der Hauptstadt. Unter ihm und seinem Sohn Kyanzittha (1084–1113) erreichte die Stadt ihre Blüte. Während der Herrschaft dieser beiden Könige wurde der Theravada-Buddhismus in Konkurrenz zu alten lokalen Glaubensgruppen zur hegemonialen Religion und zum Instrument des Machterhalts.
Das Reich dehnte sich unter Anawrahta von der trockenen Zone im Norden bis hin zu den unterworfenen Mon-Zentren Pegu (Bago) und Thaton im Irrawaddy-Delta aus. So ersuchte Anawrahta den Mon-König Manuha von Thaton um Mönche und heilige Schriften zur Unterweisung seines Volkes. Dieser kam der Aufforderung aber nicht nach und so wurde er angegriffen. Im Jahre 1057 eroberte Anawratha das Thaton-Reich und ließ die gesamte Mon-Oligarchie mitsamt König und Königinnen nach Bagan bringen. Dadurch verbreitete sich der Buddhismus nach Bagan.
Die Expansion des Herrschaftsgebiets von Bagan auf etwa die Größe des heutigen Territoriums von Birma erschloss den Herrschern aus Oberbirma materielle und kulturelle Ressourcen bis dahin nicht gekannten Ausmaßes. Durch die Verschleppung der gesamten Mon-Bildungselite nach Bagan kam es zur Übernahme der Mon-Schrift und ihrer literarischen Kultur. Mit einer Fläche von 40 km² wuchs Bagan zu einer der größten Städte des Mittelalters heran und war damit ca. 15 Mal größer als die mittelalterliche City of London.
Auch auf dem Seeweg von und nach Ceylon erweiterte der Herrscher seine politischen und religiösen Beziehungen.
Der Staat war nach dem Vorbild hinduistischer Königreiche aufgebaut. Der in der Hauptstadt angesiedelte Königshof wurde durch die Besteuerung der einzelnen Haushalte oder durch Frondienste in den von Myothugis (Verwalter von Siedlungen mit vererbbaren Rechten) regierten Dörfern finanziert. Im Lauf der Zeit wurden zunehmend größere Landesteile den buddhistischen Klöstern in Form sogenannter Sklavendörfer zur Aufrechterhaltung des Mönchtums (Sangha) zur Verfügung gestellt. Das Königtum wurde auch durch die Rolle des Königs als Verteidiger des Buddhismus legitimiert. In der rund 250 Jahre dauernden Friedenszeit ließen die frommen Herrscher knapp 6000 Pagoden erbauen, von denen ca. 2000 erhalten sind und für die Bagan heute berühmt ist.

### Niedergang

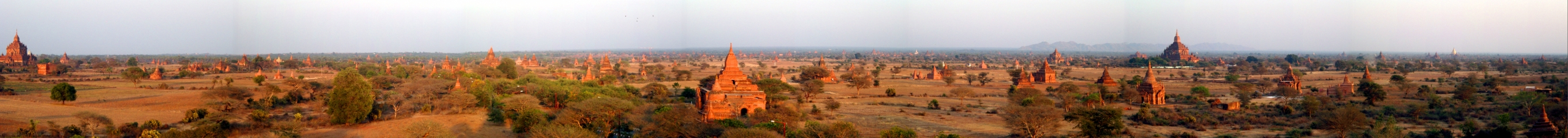
250°-Rundblick über Bagan

Wie der Aufstieg so steht auch der Niedergang des Reiches von Bagan im Zusammenhang mit der Verknüpfung von weltlicher und geistlicher Macht. Die Kosten für Tempelbau und Unterhalt des Personals waren ein Grund für die Schwächung des Staates. Während Tempel und Klöster Steuerfreiheit genossen, behielten ab Mitte des 12. Jahrhunderts auch immer mehr Gouverneure in den eroberten Provinzen zu leistende Abgaben ein und entzogen dem Staat damit sein finanzielles Fundament.
So geschwächt hatten die Birmanen den aus Norden auf ihr Gebiet drängenden Thai und Mongolen kaum etwas entgegenzusetzen. König Narathihapate (reg. 1256–1287) geriet in Konflikt mit dem von den Mongolen beherrschten Yüan-China. Bevor die Armee des Mongolenfürsten Kublai Khan 1287 die Stadt einnahm, ließ der Herrscher von Bagan viele Tempel für die Errichtung einer Stadtmauer niederreißen. Mit der Flucht des Königs vor den Mongolen wurde der Mythos von Bagan als Brücke zwischen Himmel und Erde endgültig zerstört.
Das zuvor von Bagan aus regierte Reich zwischen den südlichen Ausläufern des Himalaya und dem Indischen Ozean zerfiel für mehr als zwei Jahrhunderte in zahlreiche Kleinstaaten, die sich ständig gegenseitig bekämpften. Bagan konnte in den folgenden Jahrhunderten nicht an seine frühere Bedeutung als Hauptstadt anknüpfen.
Oberbirma führte eine unsichere Existenz zwischen der Vorherrschaft der Shan, die z. B. 1299 einen König Bagans töteten, und tributpflichtigen Beziehungen mit China, während Unterbirma wieder unter die Herrschaft der Mon (mit der Hauptstadt Pegu, heute Bago) geriet.

## Geographie
Die Bagan Archaeological Zone erstreckt sich auf einem etwa 13 × 8 Kilometer großen Gebiet rund um Alt-Bagan, das Nyaung U im Norden und Neu-Bagan im Süden umfasst. Bagan gehört zur Mandalay-Division und liegt ca. 150 km südwestlich von Mandalay am Irrawaddy.

## Bauwerke

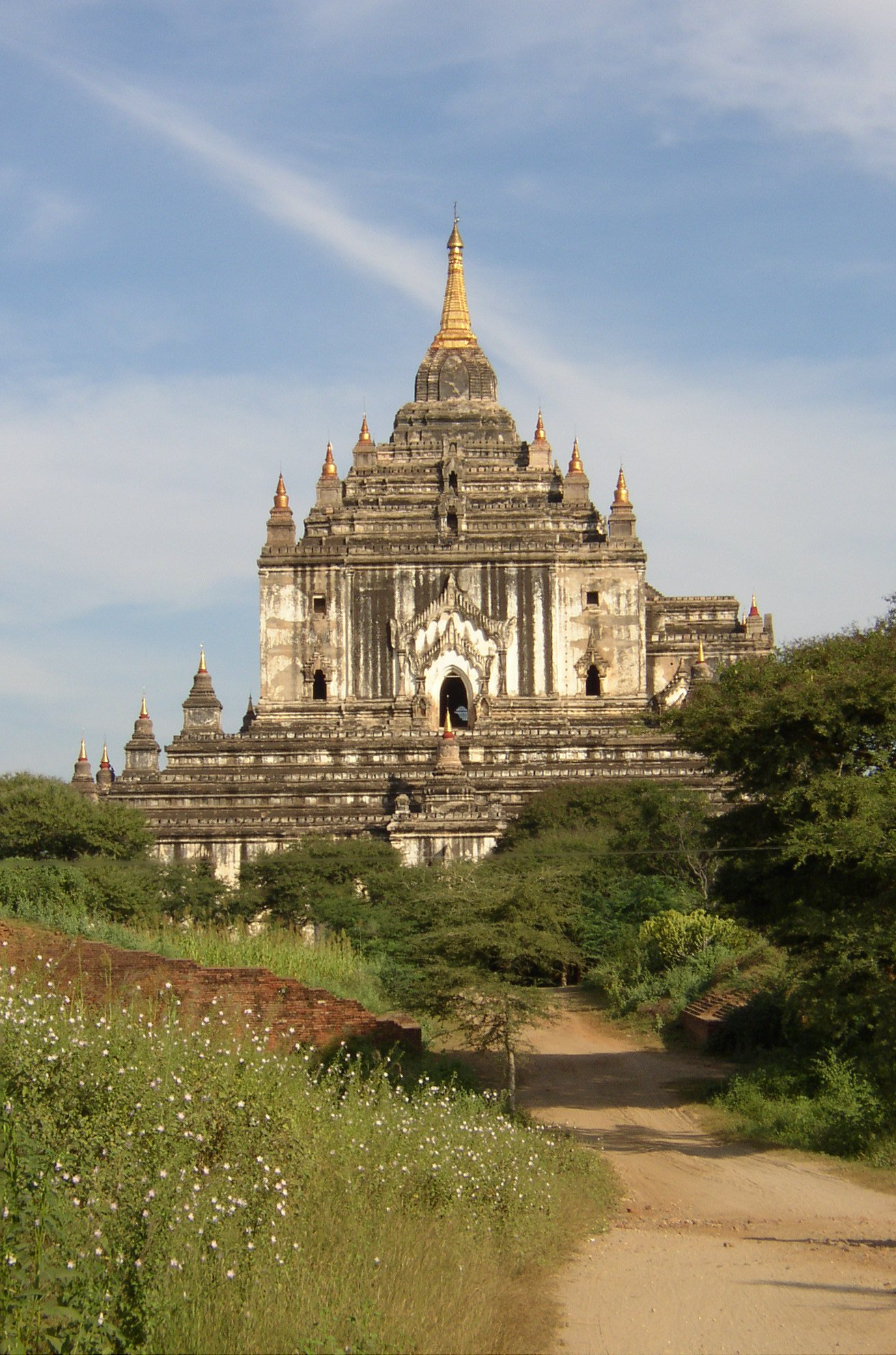
That-byin-nyu-Tempel

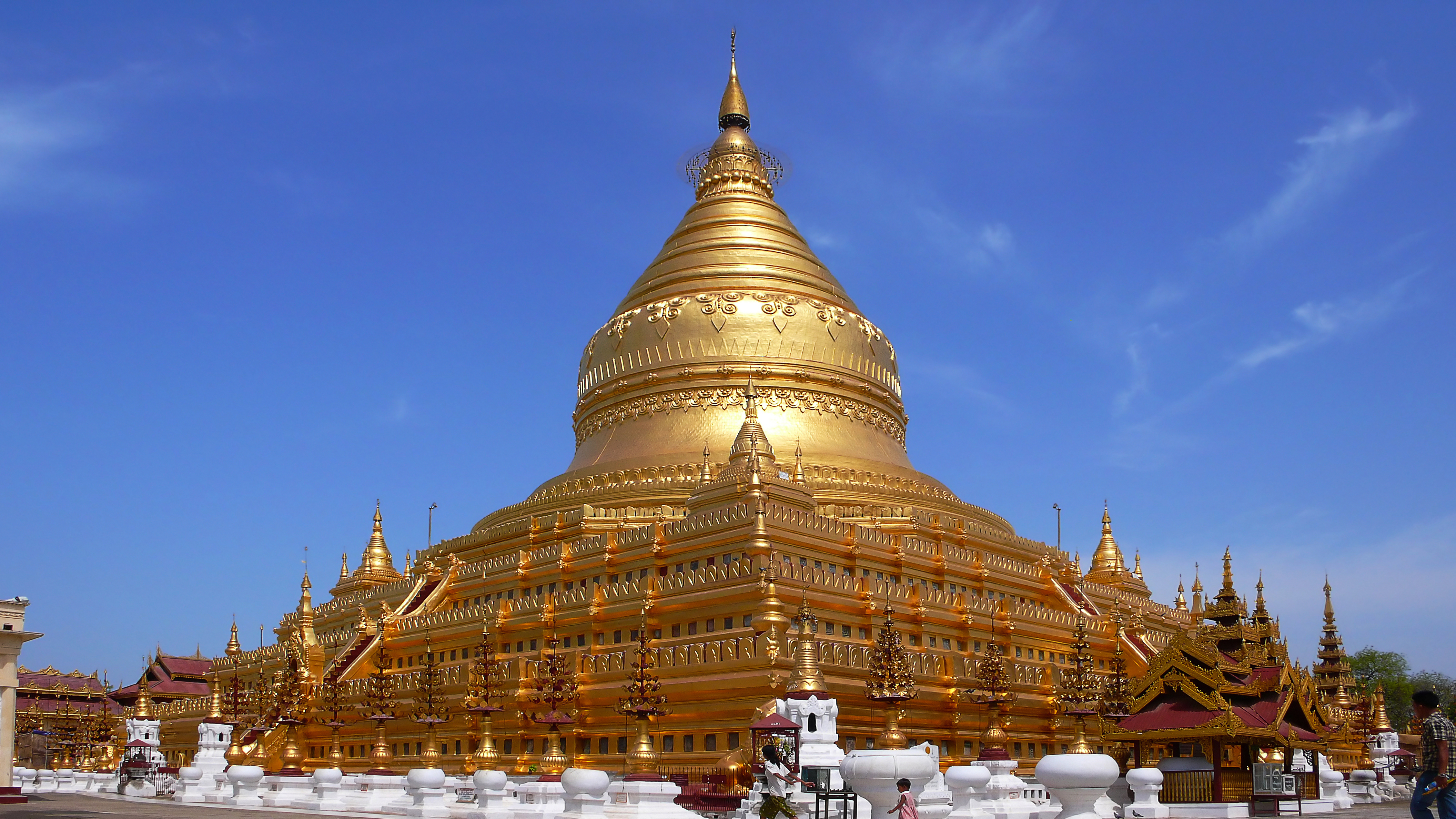
Shwezigon-Pagode

- Abeyadana-Tempel, gebaut unter Kyanzittha, 1102/1103
- Ananda-Tempel
- Bupaya-Pagode
- Dhammayangyi-Tempel, größter Tempel in Bagan
- Dhamma-yazika
- Gawdawpalin-Tempel
- Gubyaukgyi-Tempel
- Htilominlo-Tempel, um 1218
- Kyauk-Gu-Umin-Tempel
- Lokananda, gebaut unter Anawrahta
- Lemyethna-Tempel
- Manuha-Tempel, 11. Jahrhundert
- Mingalazedi
- Nandamannya-Tempel
- Nanpaya-Tempel, Mon-Stil
- Nat-Hlaung-Kyaung-Tempel
- Nat-Htaunk-Kyaung-Kloster
- Ngakywenadaung-Stupa
- Payathonzu-Tempel
- Pitakat Taik, Bibliothek
- Pyathada-Tempel
- Sein-nyet Ama und Nyima, Tempel und Pagode, 13. Jahrhundert
- Shwegugyi-Tempel
- Shwe-hsan-daw, gebaut unter Anawrahta
- Shwezigon, gebaut unter Anawrahta
- Sulamani-Tempel, 1183
- Tan-chi-daung, gebaut unter Anawrahta
- Tayokpye-Tempel
- Thambula-Tempel
- Thamya-Tempel
- Tharaba-Stadttor
- Thatbyinnyu-Tempel, 12. Jahrhundert, 61 m hoch, zweistöckig mit jeweils drei Terrassen und Miniaturstupas
- Tu-win-daung, gebaut unter Anawrahta
- U Pali Thein, Ordinationshalle

### Konzept
Die Herrscher von Bagan knüpften ihre Macht eng an den buddhistischen Glauben. Dessen Symbolik für ihren Machterhalt nutzend, gestalteten sie den Grundriss des Stadtzentrums von Bagan zum Abbild des Zentrums des buddhistischen Kosmos um. Das heute durch das Mäandrieren des Irrawaddy zerstörte Quadrat stand für den Götterberg Meru. In neun Felder unterteilt, stellen die acht äußeren Teile die bis dahin bekannten acht Planeten des Sonnensystems dar. Das neunte, das zentrale Feld, ist in der buddhistischen Mythologie für Gautama Buddha selbst reserviert. Hier erbaute König Anawrahta seinen Palast und den Mahabodhi-Tempel.
Der Theravada-Buddhismus ist auch die treibende Kraft für die flächenhafte Entwicklung der Stadt. Wie im Wettlauf um die Gunst der Götter wurden, ohne die immensen Kosten in Betracht zu ziehen, Tempel, Pagoden und Klöster aus der anstehenden Tonerde erbaut und mit Sandstein, glasierten Tafeln und Stuck verziert. Nur so ist die große Anzahl sakraler Gebäude zu erklären, die in nur zweihundert Jahren entstanden. Dass das Ruinenfeld von Bagan heute so weitläufig wirkt, ist der Tatsache geschuldet, dass nur Sakralbauten aus Stein errichtet wurden. Der Bau von Wohnhäusern erfolgte hingegen aus weniger zeitbeständigen Materialien wie Holz und Bambus und hatte die Versteppung des Umlandes von Bagan zur Folge.

### Restaurierungsmaßnahmen

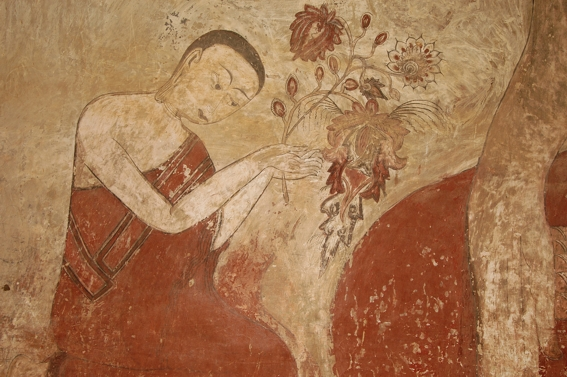
Wandmalerei

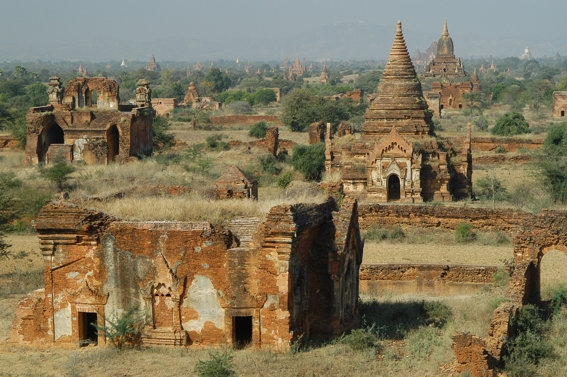
Ruinenfeld

Heute zählt Bagan zu den größten archäologischen Stätten Südostasiens. Neben den vor allem architektonisch interessanten Denkmälern finden sich hier mit Wandgemälden aus der Zeit vom 11. bis zum 13. Jahrhundert die ältesten erhaltenen Malereien Südostasiens, die durch das außerordentlich trockene Klima in Bagan zum Teil hervorragend erhalten sind.
Die Maßnahmen zur Registrierung und Restaurierung des historischen Baubestandes begannen viele Jahre vor der Machtübernahme der Militärs im Jahr 1962. Bereits 1958 fertigte das birmanische Institut für Archäologie eine Kopie der Inschriften auf den Wänden des Ananda-Tempels an. Die birmanische historische Kommission folgte 1962 mit dem Ziel, die Malereien fotografisch festzuhalten. Durch das Aufbringen eines Glycerin-Belags zur Verbesserung der Farben und dessen nachfolgende Abtragung durch Ameisen wurden die Inschriften erstmals schwer beschädigt. Eine erneute Rekonstruktion mit modernsten Restaurationstechniken wurde nach dem schweren Erdbeben im Jahr 1975 unmöglich. Das Epizentrum des Bebens mit einer Stärke von 6,5 auf der Richterskala lag in Bagan. Es zerstörte oder beschädigte auch viele andere noch erhaltene Tempel und Statuen.
Die Rekonstruktionsmaßnahmen in Bagan beschränken sich nicht nur auf kleinteilige Arbeiten. Mittlerweile werden ganze Tempel, die beim Beben von 1975 einstürzten und teilweise abgetragen wurden, aus neuen Ziegeln und Beton wiederaufgebaut, andere vollständig neu errichtet. Historische Baupläne und Stilrichtungen werden dabei kaum beachtet. Die Baumaßnahmen der herrschenden Generäle haben vor allem Symbolcharakter. Sie sollen der Bevölkerung ihre Frömmigkeit demonstrieren und ihre Regierungsgewalt in eine Linie mit den großen Herrschern der Bagan-Zeit stellen.
Das Erdbeben vom 24. August 2016 der Stärke 6,8 (7) mit Epizentrum etwa 40 km südwestlich von Bagan richtete bedeutende Schäden an den Tempeln an.

### Weltkulturerbe
Nach langjährigen Restaurierungsarbeiten wurde Bagan im Juli 2019 als zweite Stätte in Myanmar in das UNESCO-Welterbe aufgenommen.

## Ansichten

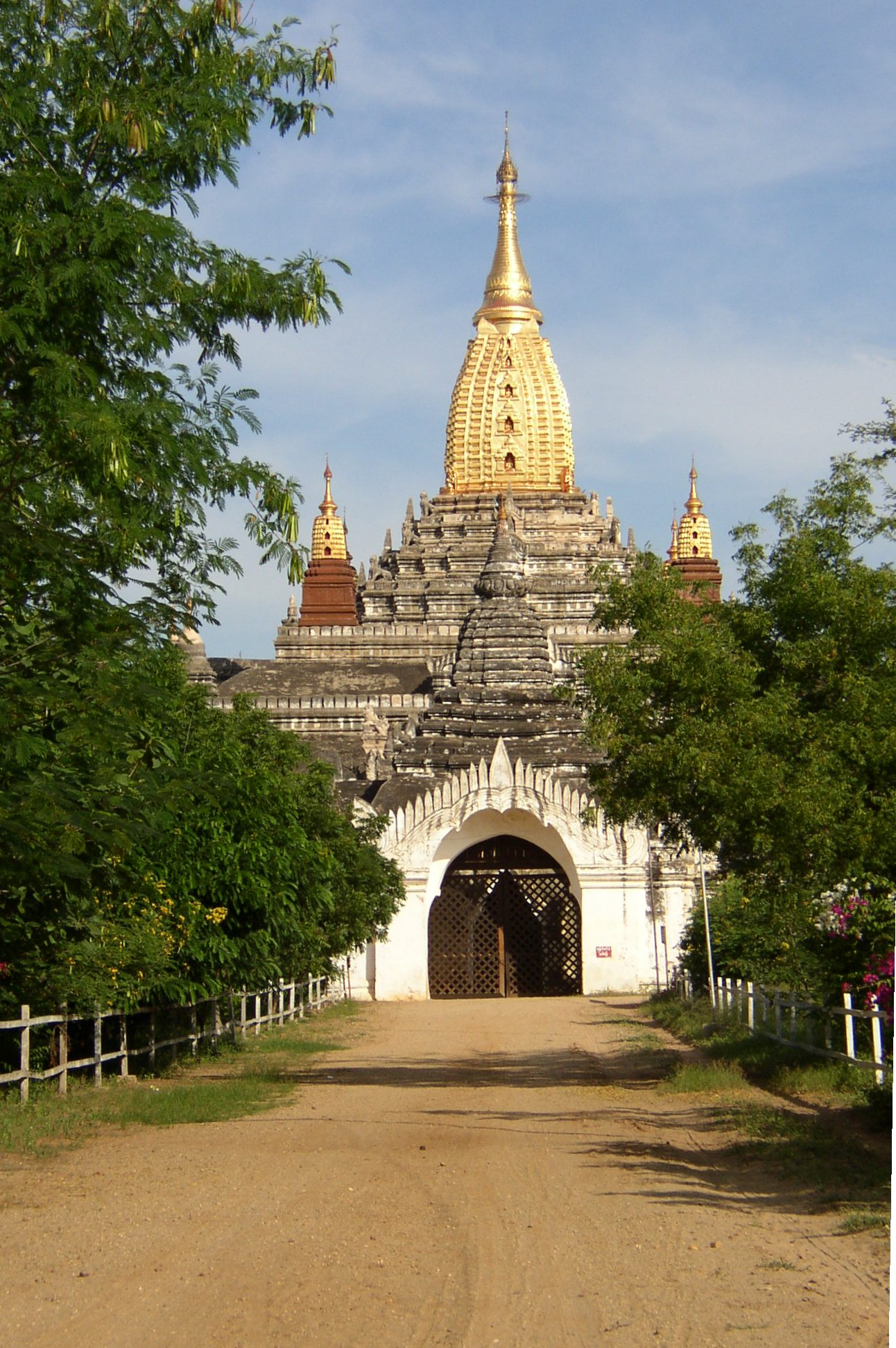
Südlicher Torturm des Ananda-Tempels
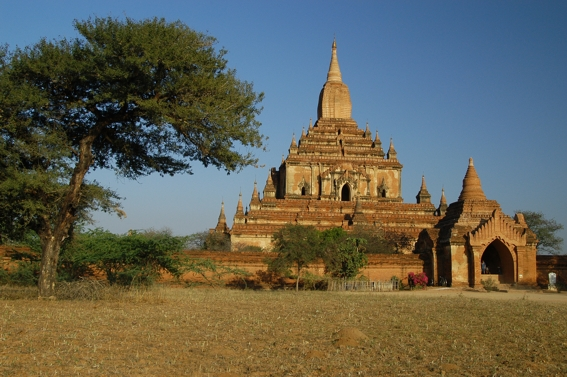
Sulamani-Tempel
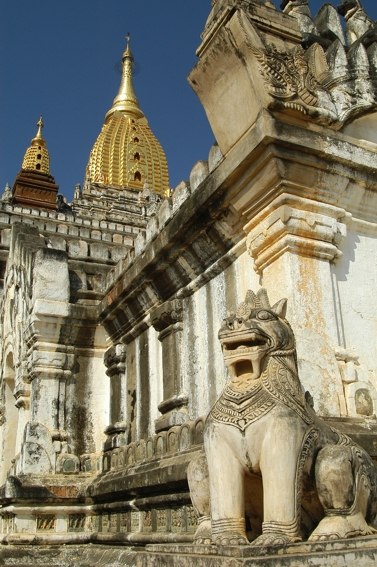
Der Ananda-Tempel
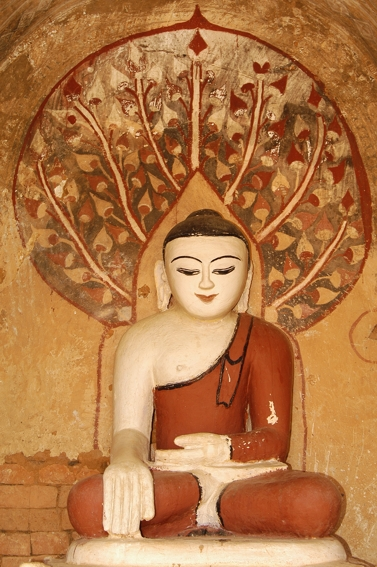
Buddha in Bhumisparshamudra: Geste der Erdanrufung
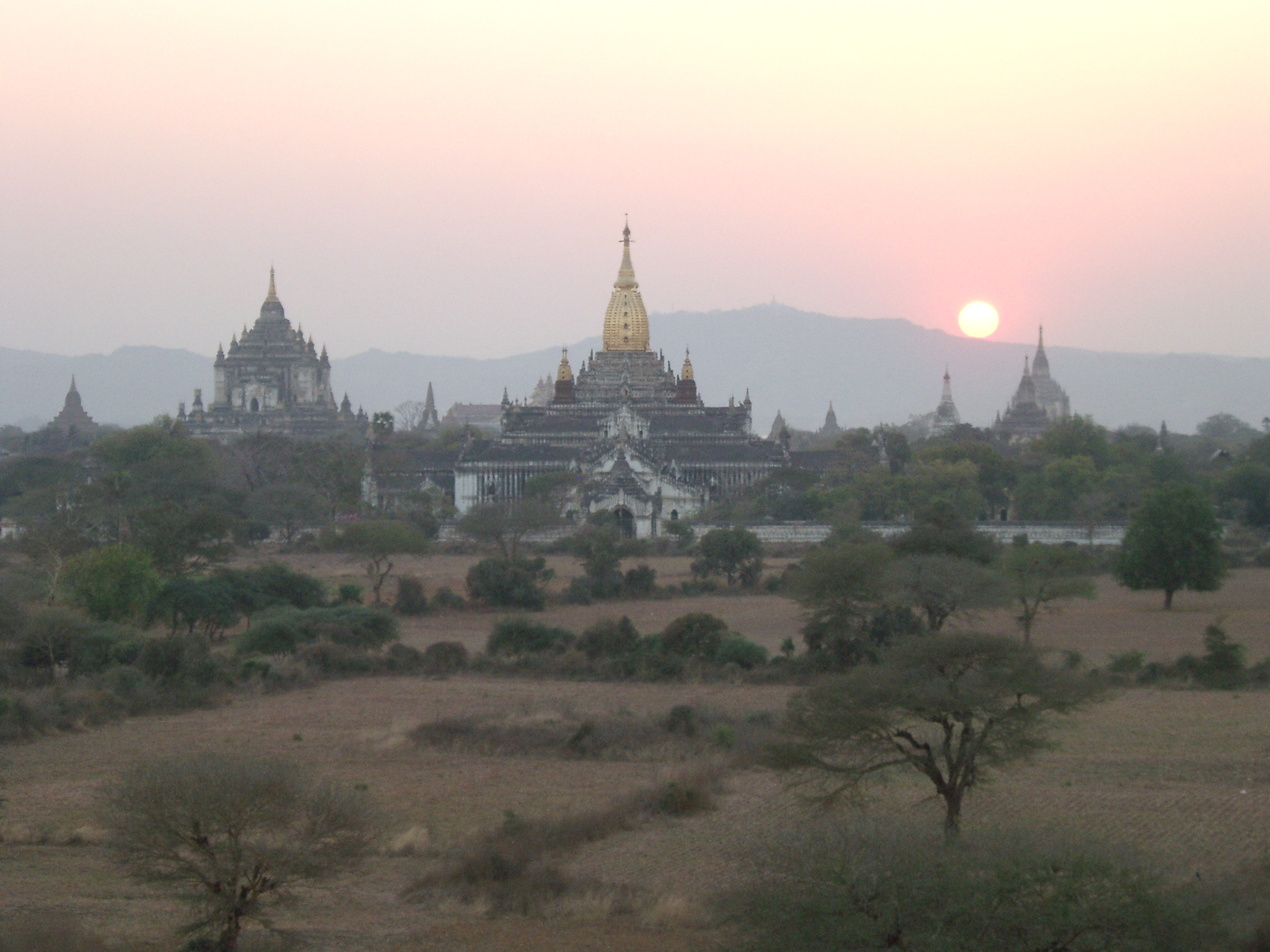
Bagan bei Sonnenuntergang
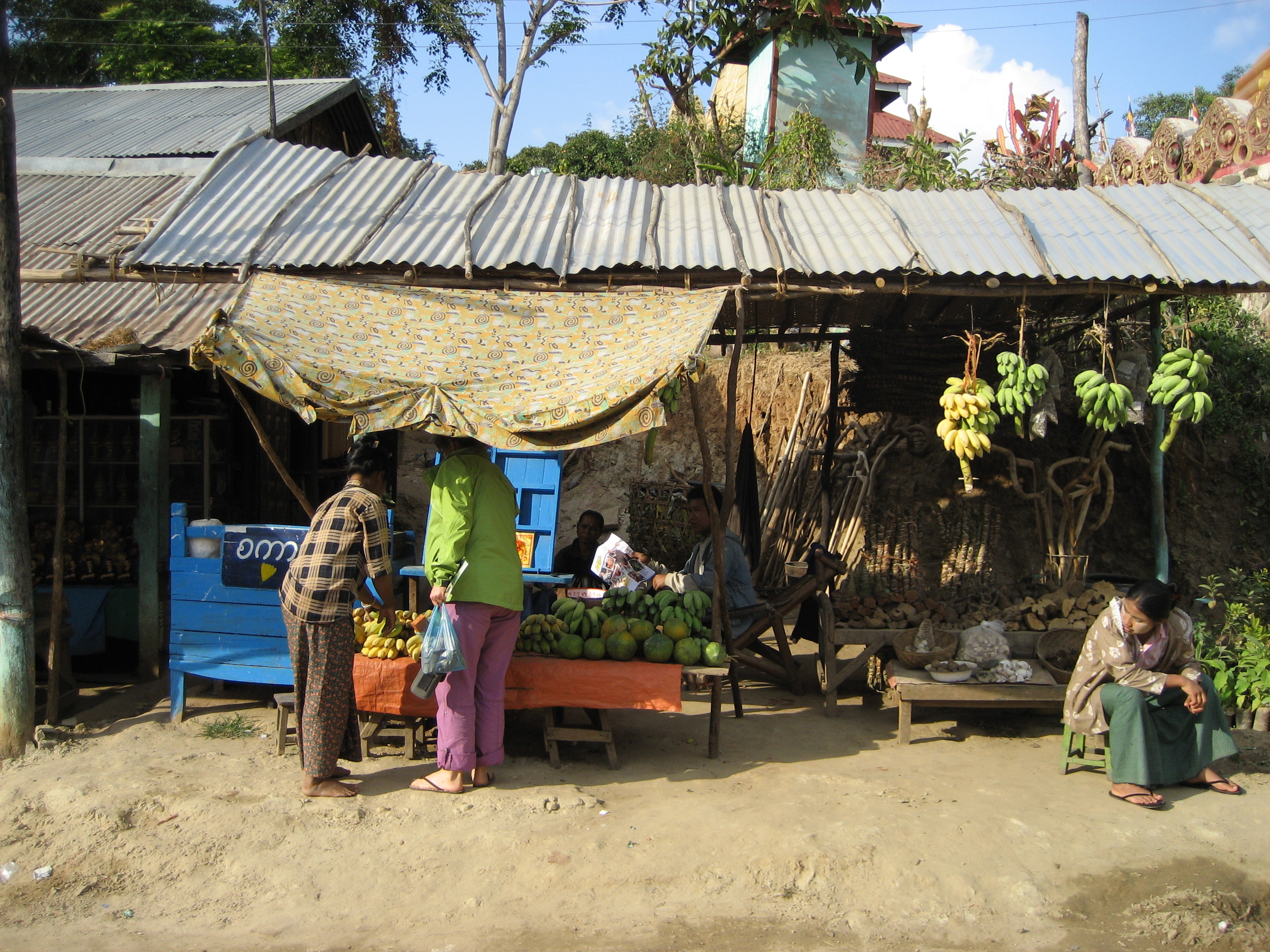
Markt
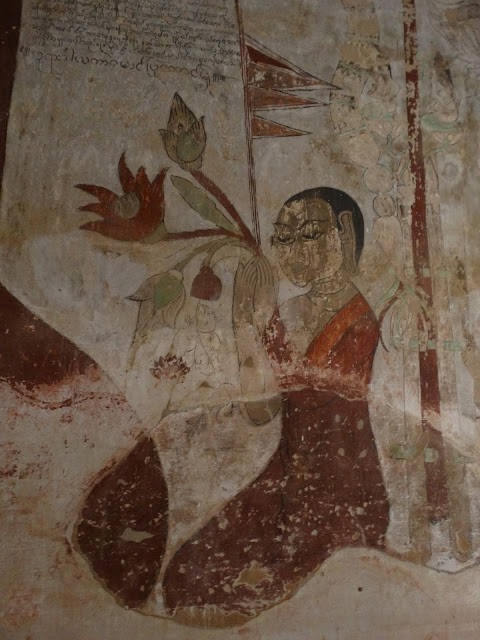
Fresko in Sulamani Temple
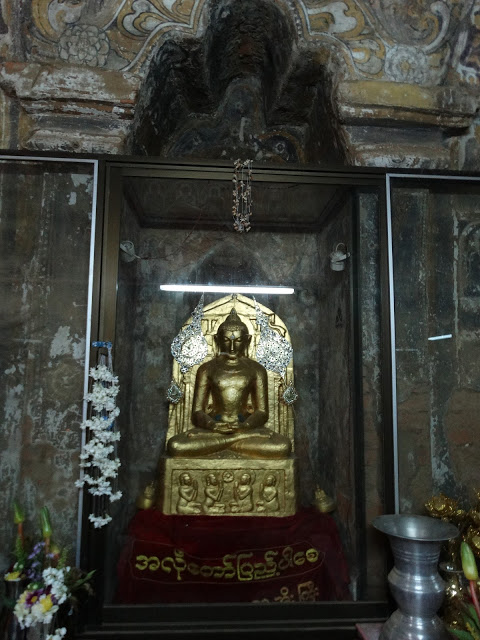
Buddha mit Diamanten in Alodawpyi Pagode
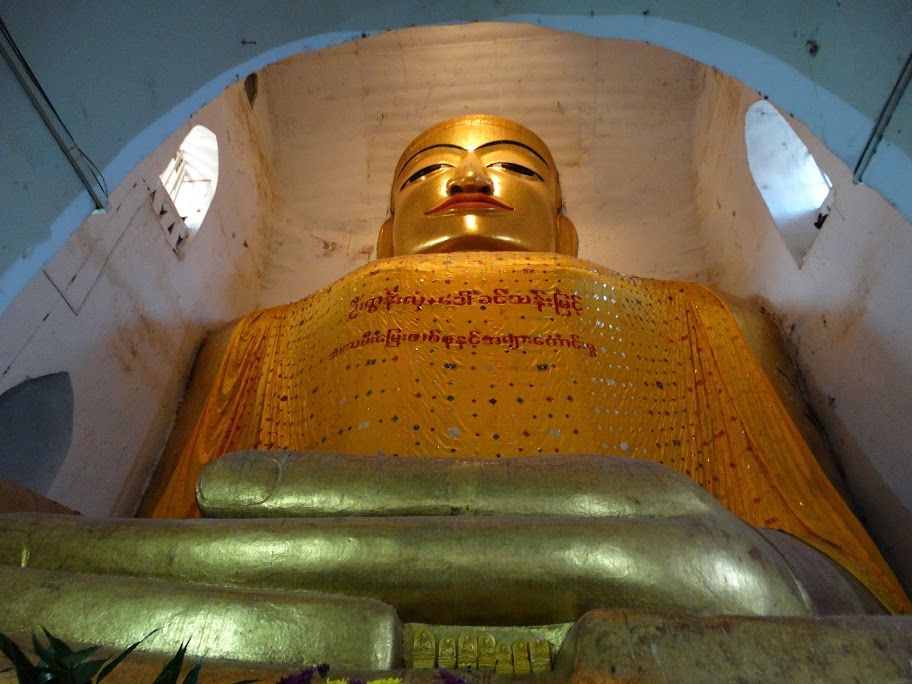
Buddha in Gawdaw Palin

## Herrscher von Bagan

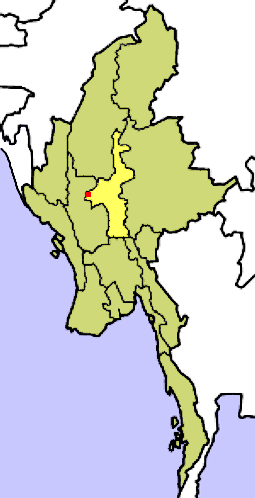
Lage von Bagan in der Mandalay-Division

### Vor 1044
Gemäß birmanischen Chroniken:
- Pyusawti (seit 167)
- Timinyi, Sohn von Pyusawti (seit 242)
- Yimminpaik, Sohn von Timinyi (seit 299)
- Paikthili, Sohn von Yimminpaik (seit 324)
- Thinlikyaung, Sohn von Paikthili (seit 344)
- Kyaungdurit, Sohn von Thinlikyaung (seit 387)
- Thihtan, Sohn von Kyaungdurit (seit 412)
- 439–494 verschiedene Usurpatoren
- Tharamunhpya, Großenkel von Thihtan (seit 494)
- Thaiktaing, Sohn von Tharamunhpya (seit 516)
- Thinlikyaungnge, Sohn von Thaiktaing (seit 523)
- Thinlipaik, Bruder von Thinlikyaungnge (seit 523)
- Hkanlaung, Bruder von Thinlikyaungnge (seit 547)
- Hkanlat, Bruder von Thinlikyaungnge (seit 557)
- Htuntaik, Sohn von Hkanlat (seit 569)
- Htunpyit, Sohn von Htuntaik (seit 582)
- Htunchit, Sohn von Htunpyit (seit 598)
- Popa Sawrahan, Priester-Usurpator (seit 613)
- Shwe Onthi, Schwiegersohn von Popa Sawrahan (seit 640)
- Peitthon, Bruder von Shwe Onthi (seit 652)
- Ngahkwe, Sohn von Peitthon (seit 710)
- Myinkywe, Usurpator (seit 716)
- Theinkha, königlichen Geblüts (seit 726)
- Theinsun, Sohn von Theinkha (seit 734)
- Shwelaung, Sohn von Theinsun (seit 744)
- Htunhtwin, Sohn von Shwelaung (seit 753)
- Shwemauk, Sohn von Htunhtwin (seit 762)
- Munlat, Bruder von Shwemauk (seit 785)
- Sawhkinhnit, Sohn von Munlat (seit 802)
- Hkelu, Sohn von Sawhkinhnit (seit 829)
- Pyinbya, Bruder von Hkelu (seit 846, Gründer von Bagan, 849)
- Tannet, Sohn von Pyinbya (seit 878)
- Sale Ngahkwe, Usurpator (seit 906)
- Nyaung-u Sawrahan, Usurpator (seit 931)
- Kunhsaw Kyaunghpyu, Sohn von Nyaung-u Sawrahan (seit 964)
- Kyiso, Sohn von Kunhsaw Kyaunghpyu (seit 986)
- Sokka-te, Bruder von Kyiso (seit 992)

### Die Bagan-Dynastie
In Klammern das Jahr der Thronbesteigung
- Anawrahta (1044)
- Sawlu, Sohn von Anawrahta (1077)
- Kyanzittha, Sohn von Anawrahta (1084)
- Alaungsithu, Großenkel von Kyanzittha (1113)
- Narathu, Sohn von Alaungsithu (1167)
- Naratheinkha, Sohn von Narathu (1170)
- Narapatisithu, Bruder von Naratheinkha (1173)
- Nantaungmya (Htilominlo), Sohn von Narapatisithu (1210)
- Kyaswa, Sohn von Nantaungmya (1234)
- Uzana, Sohn von Kyaswa (1250)
- Narathihapate (Tarokpyemin), Sohn von Uzana (1254)
- Kyawswa, Sohn von Narathihapate (1287)
- Sawhnit, Sohn von Kyawswa (1298)
- Uzana, Sohn von Sawhnit (1325)